# 연속드라마 J
연속드라마 J(일본어: 連続ドラマJ)는 BS JAPAN에서 방송되는 드라마 시간대이다.

## 작품 목록
《아사다 지로 프리즌 호텔》
《미시마 유키오 생명 팝니다》
《소문의 여자》
《대결! 궁극의 맛》